# 12 in/40 Mk. IX
Il 12 in/40 Mk. IX era un cannone navale progettato e prodotto dalla Elswick Ordnance Company, ramo della Armstrong specializzato nella realizzazione di bocche da fuoco. Venne progettato per armare le navi da battaglia classe Royal Sovereign, ma restrizioni di bilancio ne ritardarono l'entrata in servizio. Le prime unità prodotte furono quindi fornite al Giappone, dove il cannone, denominato Type 41, divenne l'armamento principale di diverse pre-dreadnought prodotte nel Regno Unito per la Marina imperiale giapponese.
In seguito il pezzo entrò in servizio anche nella Royal Navy su tre classi di pre-dreadnought in tempo per essere utilizzato nella prima guerra mondiale. Durante la guerra diverse bocche da fuoco vennero convertite in cannoni ferroviari. Dopo la fine del conflitto il cannone fu usato sui sommergibili monitori classe M.
Il cannone fu acquistato anche della Regia Marina italiana, che lo installò su due classi di navi da battaglia pre-dreadnought.

## Storia

### Sviluppo
Il cannone Type 41 venne prodotto da Elswick Ordnance Company, Vickers e Woolwich Arsenal come versione leggermente modificata del cannone da 12 pollici EOC G pattern, in uso sulle navi da battaglia inglesi contemporanee.

## Servizio in Giappone
Il Giappone acquistò in totale 44 cannoni 12 in/40 Type 41 per armare le quattro navi delle classi Fuji e Shikishima e le navi da battaglia Asahi e Mikasa, ognuna con due cannoni in installazione singola. Il cannone venne così designato il 25 dicembre 1908, nel 41º anno di regno dell'Imperatore Meiji. Successivamente, il 5 ottobre 1917, venne ridenominato 30 cm/40 Type 41 in seguito al processo di standardizzazione della Marina imperiale sul sistema metrico.
Nella battaglia del Mar Giallo, durante la guerra russo-giapponese, le navi Asahi, Shikishima e Mikasa ebbero tutte un cannone Type 41 messo fuori uso da uno scoppio prematuro. La causa venne identificata nelle spolette difettose e il problema venne risolto prima della battaglia di Tsushima.

### Servizio nel Regno Unito

#### Navi da battaglia

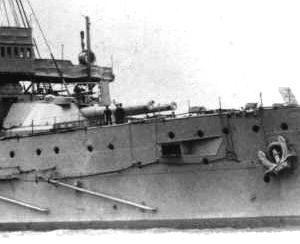
Cannoni di prua della HMS Queen.

Il cannone entrò in servizio con la Royal Navi come BL 12 inch gun Mark IX sulle seguenti navi:
- classe Formidable: otto navi, varate dal 1898, ognuna con 4 cannoni:
- classe Duncan: sei navi, varate dal 1899, ognuna con 4 cannoni;
- Classe King Edward VII: del 1904; cinque navi sulle otto della classe (HMS King Edward VII, HMS Commonwealth, HMS Industan, HMS Dominion e HMS New Zealand) erano armate con il Mk IX.

#### Sommergibili monitori

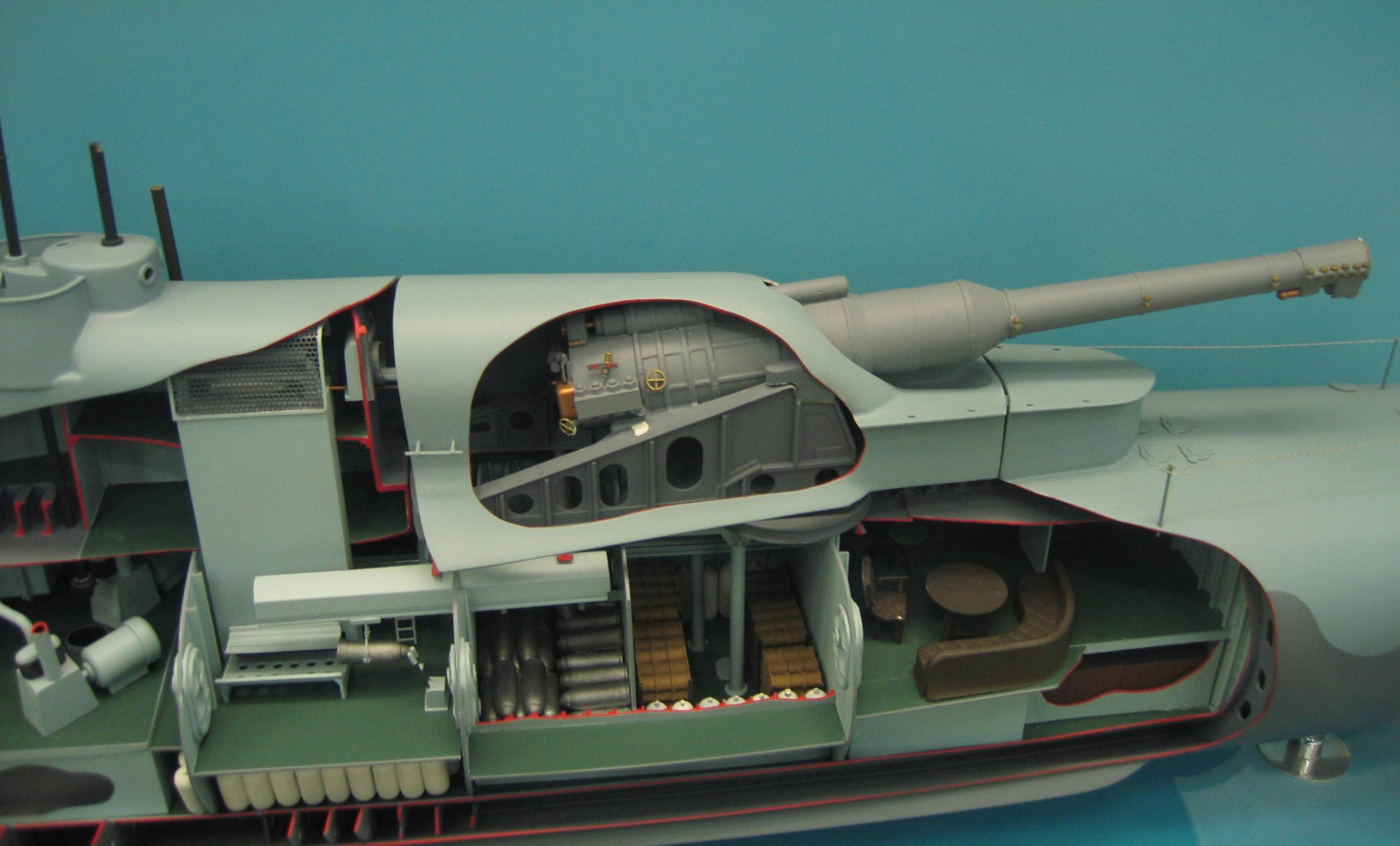
Modello sezionato del M1 con in evidenza l'impianto del cannone.

Tre cannoni vennero installati singolarmente sulla inedita classe di sommergibili monitori classe M, dal 1920 al 1932.

#### Cannoni ferroviari
Durante la prima guerra mondiale, quattro cannoni vennero montati su affusti ferroviari, per essere impiegati dal British Army sul fronte occidentale.

### Servizio in Italia

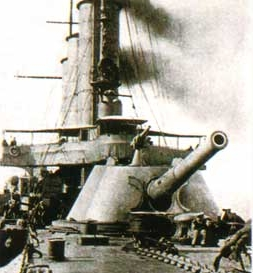
Cannone sulla Vittorio Emanuele.

La Armstrong vendette una variante del suo pezzo da 12 in/40 al Regno d'Italia. I cannoni, realizzati anche su licenza dalla Ansaldo come "305/40", equipaggiarono le navi da battaglia classe classe Regina Margherita e Regina Elena. I pezzi che armavano la Classe Vittorio Emanuele tiravano un proietto più pesante da 417 kg.

## Tecnica
La bocca da fuoco aveva canna del tipo composito, con un'anima a 48 righe destrorse progressive, un tubo interno ed una camiciatura esterna. L'otturatore a vite interrotta tipo Welin, era ad azionamento manuale, mentre sulle ultime navi era operato idraulicamente.
Il pezzo era installato in torri singole sulle navi italiane e giapponesi, pesanti 122 tonnellate. Presso la Royal Navy venne invece installato in torri binate tipo BVI sulle navi Formidable, Implacable, London, Bulwark, Duncan, Montagu, Russell, Cornwallis, Queen e Prince of Wales; tipo BVII sulle Irresistible, Venerable, Exmouth ed Albermarle; tipo BVII(S) sulle navi classe King Edward VII. Questi impianti binati pesavano 187 tonnellate; avevano una elevazione di -3°/+13,5° ed un brandeggio di -150°/+150°; solo le torri tipo BVI richiedevano un angolo di caricamento di 4,5°. La riserva era di 105 colpi sulle King Edward VII, 80 colpi su tutte le altre.
L'installazione singola per sommergibile consentiva un'elevazione di -5°/+20° ed un angolo di tiro di -15°/+15°. Ogni sommergibile trasportava 40 colpi.